# Sevelamer
El sevelamer és un medicament aglutinant de fosfat utilitzat per tractar la hiperfosfatèmia en pacients amb malaltia renal crònica. Quan es pren amb els àpats, s'uneix al fosfat de la dieta i n'impedeix l'absorció.
A Espanya està comercialitzat com a Sevelamero, Fosquel, Renagel, Renvela, Restafos.